# NGC 6380
NGC 6380 هي مجرة تتبع كوكبة العقرب. اكتشفها جون هيرشل في 29 يونيو 1834.

## روابط خارجية
- NGC 6380 على موقع ويكي سكاي: DSS2, SDSS, GALEX, IRAS, Hydrogen α, X-Ray, Astrophoto, Sky Map, Articles and images